# Паллада і Кентавр (картина Боттічеллі)
«Паллада і Кентавр» (італ. Pallade e il centauro) — картина італійського художника Сандро Боттічеллі. Це живопис темперою на полотні розміром 207 × 148 см. Зберігається в галереї Уффіці у Флоренції.

## Історія картини
Найправдоподібнішою версією є те, що картина була створена в 1483 році на замовлення Лоренцо Медічі з нагоди одруження його кузена Лоренцо ді П'єрфранческо де Медічі з Семірамідою, дочкою Якова III дельї Аппіані д'Арагона. Цей шлюб був підготовлений самим Лоренцо Медічі з причин політичного і територіального характеру. На підтвердження цієї версії виступає запис, виявлений в описі 1499 року .
Відомо, що близько 1540 року полотно перевезли на віллу Кастелло разом з іншими полотнами Боттічеллі. В описі 1598 року картину згадана в салоні, розташованому на віллі. Там же вона наводиться і в описах 1638 та 1761 років поряд з двома іншими відомими роботами Боттічеллі «Весна» і «Народження Венери».
Близько 1830 року з галереї Уффіці картина була перенесена в Палаццо Пітті і надовго потрапила в запасники. З 1893 року її виставлялася там в Королівських апартаментах. В галерею Уффіці картина повернулася в 1922 році.

## Композиція і персонажі картини
На тлі поетичного пейзажу зображено витончена і в той же час сувора молода жінка, озброєна важкою алебардою. Вона тримає за волосся кентавра, який покірно на неї дивиться. Прекрасна діва увінчана вінком, сплетеним з оливкових гілок, які оперізують також її груди і руки. Вона одягнена в широкий зелений плащ, накинутий на легке вбрання з вільно спадаючими складками тканини, яку прикрашають емблеми роду Медічі у вигляді діамантових перснів. Зліва за спиною кентавра височіє, немовби висічена зі скелі, якась архітектурна споруда, рясно поросла мохом. Прекрасна тендітна жінка витонченим жестом приборкує дику істоту. Кентавр ніби виявляє власну слабкість перед лицем граціозної жіночої сили. Філософський сенс полотна є свого роду маніфестом флорентійського гуманізму другої половини кватроченто (XV століття).